# Équipe des Tonga de rugby à XV à la Coupe du monde 1987
L'équipe des Tonga de rugby à XV dispute la coupe du monde 1987, organisée par la Nouvelle-Zélande, en étant dans la poule B pour la première phase; elle affronte le Canada, le Pays de Galles et l'Irlande. Ils s'inclinent 34-4 contre les Canadiens avant de perdre également contre le Pays de Galles 29-16, et contre l'Irlande 32-9.
Lors de cette première coupe du monde de rugby à XV, les Tonga finissent donc à la quatrième et dernière place de leur poule, et sont donc éliminés.

## Les qualifications
L'équipe des Tonga de rugby à XV a pu disputer cette coupe du monde grâce à son invitation, comme toutes les autres nations.

## Liste des joueurs
Les joueurs ci-après ont joué pendant cette coupe du monde 1987.

### Piliers
- Viliami Lutua
- Takai Makisi
- Soakai Motu'apuaka
- Latu Vaeno
- Hakatoa Tupou

### Talonneurs
- Amoni Fungavaka

### Deuxième ligne
- Kasi Fine
- Polutele Tu'ihalamaka
- Mofuiki Tu'ungafasi

### Troisième ligne
- Maliu Filise
- Kini Fotu
- Fakahau Valu (capitaine)
- Sione Tahaafe
- Taipaleti Tu'uta

### Demi de mêlée
- Talai Fifita
- Manu Vunipola

### Demi d’ouverture
- Asa Amone
- Talia'uli Liava'a
- Lemeki Vaipulu

### Trois-quarts centre
- Talanoa Kitekei'aho
- Alamoni Liava'a
- Samiu Mohi

### Trois-quarts aile
- Soane Asi
- Quddus Fielea

### Arrière
- Tali Ete'aki

## Les matchs
Les Tonga disputent trois matchs préliminaires dans la Poule B,,.
| 24 mai 1987 | Canada | 37 - 4 | Tonga       | McLean Park Napier                            |                                               |
|             | Essais: Palmer (2) Vaesen (2) Stuart Frame Essai de pénalité Transformations: Wyatt (2) Gareth Rees Pénalités: Rees |        | Essais Valu | Spectateurs : 7 000 Arbitrage : Clive Norling | Spectateurs : 7 000 Arbitrage : Clive Norling |

| 29 mai 1987 | Pays de Galles                                                                              | 29 - 16 | Tonga                                                                   | Showgrounds Oval Palmerston North             |                                               |
|             | Essais: Webbe (3) Hadley Transformations: Thorburn (2) Pénalités: Thorburn (2) Drop: Davies |         | Essais: Fielea Fifita Transformations: Liava'a Pénalités: Liava'a Amone | Spectateurs : 19 000 Arbitrage : David Bishop | Spectateurs : 19 000 Arbitrage : David Bishop |

| 3 juin 1987 | Irlande                                                                       | 32 - 9 | Tonga                | Ballymore Stadium Brisbane                   |                                              |
|             | Essais: Mullin (3) MacNeill (2) Transformations: Ward (3) Pénalités: Ward (2) |        | Pénalités: Amone (3) | Spectateurs : 4 000 Arbitrage : Guy Maurette | Spectateurs : 4 000 Arbitrage : Guy Maurette |

### Classement de la poule C
| Team           | P | W | D | L | PF | PA | Pts |
| -------------- | - | - | - | - | -- | -- | --- |
| Pays de Galles | 3 | 3 | 0 | 0 | 82 | 31 | 6   |
| Irlande        | 3 | 2 | 0 | 1 | 84 | 41 | 4   |
| Canada         | 3 | 1 | 0 | 2 | 65 | 90 | 2   |
| Tonga          | 3 | 0 | 0 | 3 | 29 | 98 | 0   |